# Петрушкевич Антоніна Кирилівна
Петрушке́вич Антоні́на Кири́лівна (нар. 13 червня 1962) — українська поетеса-піснярка.

## Біографія
Народилася 13 червня 1962 р. в с. Махнівка Козятинського (тепер Хмільницького району Вінницької області). Навчалась у місцевій музичній школі. Після закінчення Київського інституту культури за фахом «хормейстер» працювала художнім керівником у Калинівському районному будинку культури. Створила і продовжує керувати народним аматорським гуртом «Калина». Пише музику до власних текстів.

Живе у рідному селі.

## Творчість
У творчому доробку понад 120 власних пісень переважно фольклорної тематики, аудіокнига гумору "Весела новина від гурту «Калина» (2017), збірки віршів «Мамини рушники» (2008), «Жінка-Осінь» (2010), «Відьмою прозвали за зелені очі» (2011), «Мальви біля хати» (2013), «Сповідь серця», «Кольорове перевесло» (обидві — 2017), «Де трави пахнуть молоком» (2021).
- Дипломант Всеукраїнської літературно-мистецької премії ім. Степана Руданського (2017);
- Відзнака творчої платформи «Фольк-music» (2018).

|                          | Антоніна Петрушкевич належить до поетів не філологічної, а народної школи, вона прийшла з народної пісні, з поля, саме тому її вірші щирі, не трафаретні, саме тому так пахнуть молоком трави, оспівані нею. |
| — Михайло Каменюк (2021) | |

- Літературно-мистецька премія «Кришталева вишня» (2023)[3]

Рішенням Секретаріату НСПУ від 5 травня 2023 р. прийнято до лав Національної спілки письменників України.